# Dražan Jerković
Dražan Jerković (6. srpen 1936, Šibenik – 9. prosinec 2008, Záhřeb) byl jugoslávský fotbalista a trenér chorvatské národnosti. Hrával na pozici útočníka. S jugoslávskou reprezentací získal stříbrnou medaili na mistrovství Evropy roku 1960. Hrál i na dvou světových šampionátech, roku 1958 a 1962, kde Jugoslávie skončila na čtvrtém místě. Jerković se na tomto mistrovství navíc stal nejlepším střelcem, spolu s dalšími pěti hráči dal 4 branky. Celkem za národní tým odehrál 21 utkání a vstřelil 11 gólů. Takřka celou svou fotbalovou kariéru strávil v Dinamu Záhřeb, jen v závěru kariéry krátce působil v KAA Gent.